# Cenotafio di Newton
(Salvatore Settis)

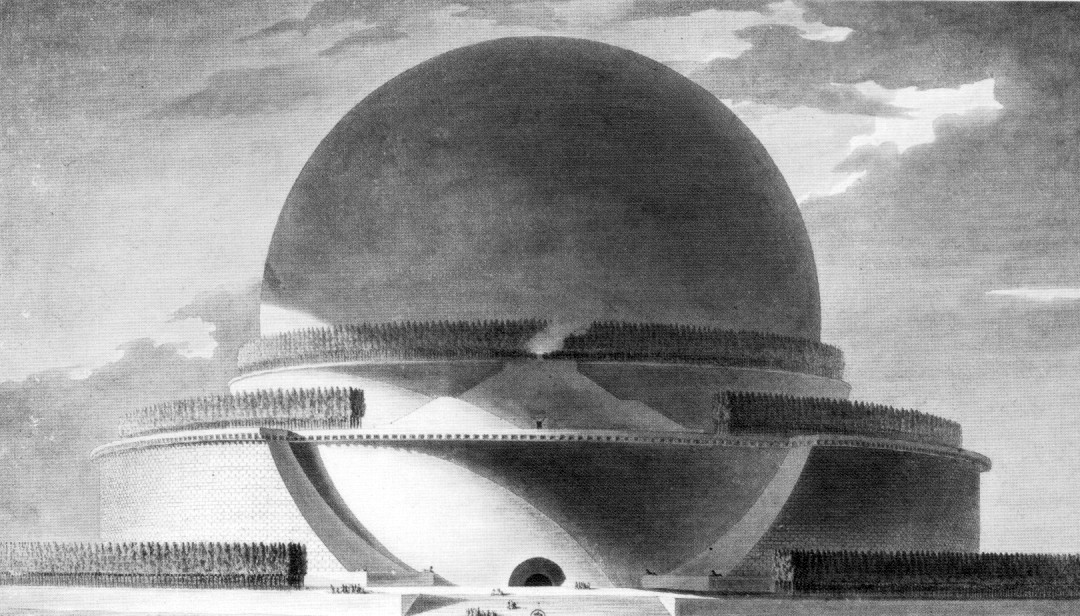
Prospetto

Il cenotafio di Newton è un celebre progetto dai connotati utopici redatto nel 1784 dall'architetto francese Étienne-Louis Boullée dedicato a Isaac Newton.

## Descrizione
Il disegno, con il suo gigantismo e le sue forme geometriche elementari in cui confluiscono gli ideali dell'Illuminismo, rappresenta l'opera più celebre dell'architetto francese ed è un caposaldo della cosiddetta architettura rivoluzionaria. Il progetto risale al 1784; tuttavia, non fu realizzato a causa dell'inadeguatezza dei materiali e dei procedimenti di costruzione del tempo.
Il progetto era costituito da un'immensa sfera cava alta oltre centocinquanta metri, adagiata su un terrazzamento che ha lo scopo di sostenere l'emisfero inferiore e assorbire le eventuali spinte della metà superiore; all'esterno erano invece previsti tre alti basamenti su cui erano collocati altrettanti anelli concentrici di cipressi, come negli antichi mausolei romani.
Lo scopo del progetto era quello di generare nell'osservatore sensazioni tanto grandiose quanto inquietanti davanti a uno spazio che doveva riprodurre l'immensità dell'universo. La ciclopica cavità all'interno del cenotafio, occupata dal solo sarcofago commemorativo, avrebbe infatti offerto visioni cosmiche diverse a seconda del momento della giornata. Durante le ore diurne la sfera avrebbe in questo modo mimato la volta celeste con tutte le sue costellazioni, ottenute mediante il filtraggio della luce attraverso apposite aperture sulla calotta; di notte, invece, il complesso avrebbe fornito effetti diurni, ricavati con l'accensione di un enorme globo a forma di sfera armillare che, sospeso al centro della cavità, avrebbe illuminato l'intera struttura. In questo modo, le spoglie di Isaac Newton sarebbero state riposte in una struttura in grado di ricreare un modello in miniatura dell'universo, le cui dinamiche vennero scoperte proprio dallo scienziato inglese con la legge di gravitazione universale.